# Dobritsch
Dobritsch [ˈdɔbritʃ] (bulgarisch Добрич; türkisch Pazarcık; rumänisch Bazargic, früher auch Tolbuchin) ist eine Stadt im Nordosten Bulgariens mit 71.947 Einwohnern (Stand: 31. Dezember 2022). Bis 1882 hieß die Stadt Pazarcık (Пазарджик, Bazardjik). Zur Zeit der Volksrepublik Bulgarien wurde sie in Tolbuchin nach dem gleichnamigen Marschall der Sowjetunion umbenannt und behielt diesen Namen bis 1990.
Sie liegt inmitten der südlichen Dobrudscha, 52 Kilometer nördlich von Warna und ist kulturelles und industrielles Zentrum in einem traditionellen Getreideanbaugebiet zwischen dem Unterlauf der Donau und der Schwarzmeerküste. Dobritsch ist das administrative Zentrum der Oblast Dobritsch und der Gemeinde Dobritsch.
Neben Weizen werden hier auch Mais, Zuckerrüben, Sonnenblumen und Baumwolle und vereinzelt Wein angebaut.

## Nachbarorte

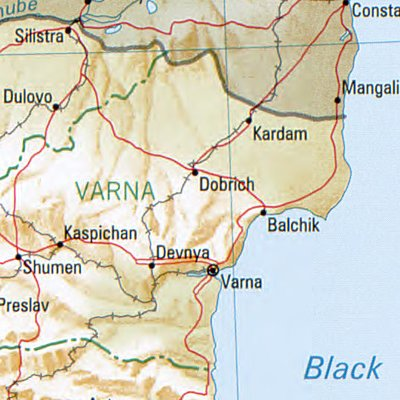
Dobritsch, Bulgarien – Nachbarorte: Kardam, Baltschik, Mangalia, Silistra, Dulowo, Kaspitschan, Schumen, Dewnja, Warna

Die Stadt liegt 30 km vom Schwarzen Meer entfernt in der Nähe der größeren Seeorte Albena, Kranewo, Goldstrand, Baltschik und Rusalka.

## Geschichte

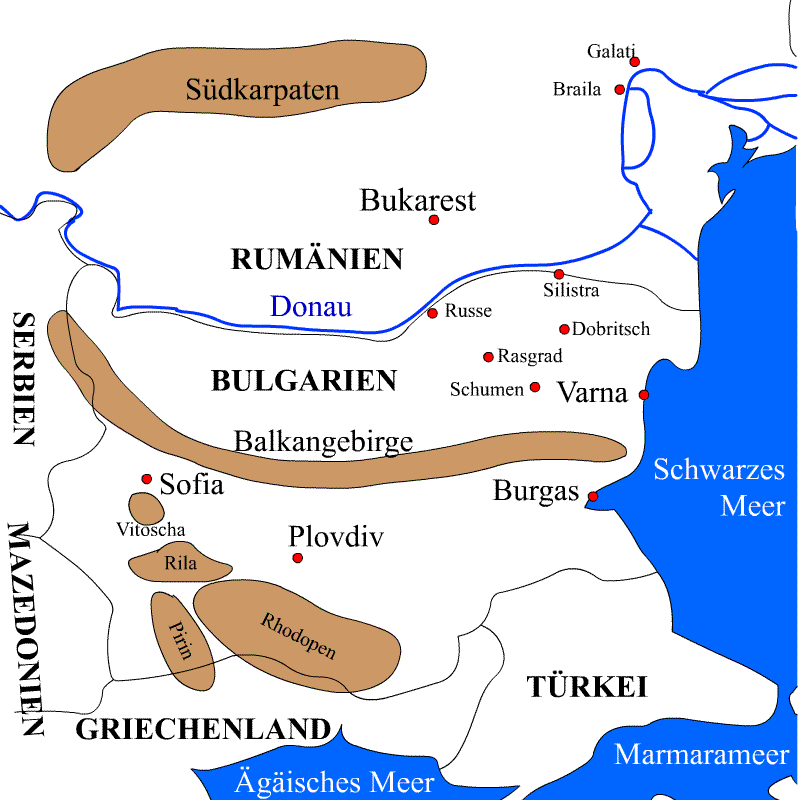
Dobritsch

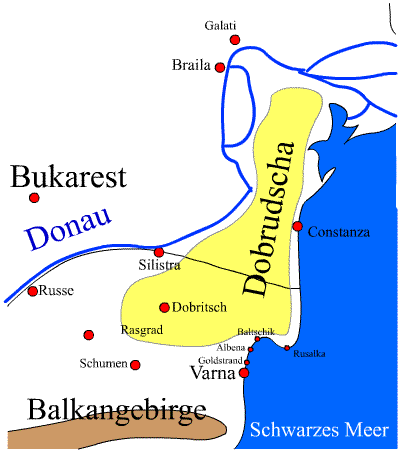
Dobrudscha

Das heutige Stadtgebiet und dessen Umgebung wurden wegen der dort vorkommenden fruchtbaren Schwarzerde schon seit vorrömischen Zeiten als Kornkammer genutzt, was die Region in den Fokus politischer und wirtschaftlicher Interessen der Nachbarn rückte.
Die ersten archäologischen Zeugnisse der Stadt reichen bis in die Antike (4.–3. Jahrhundert v. Chr. bis 2.–4. Jahrhundert u. Z.) und das frühe Mittelalter (7.–9. Jahrhundert u. Z.) zurück. Im Zentrum der Stadt wurden bei archäologischen Grabungen altbulgarische Gräber und heidnische Gräber entdeckt.
Die verwüstenden Einfälle der Petschenegen, eines Turkstammes aus den Wolgagebieten, im ersten Drittel des 11. Jahrhunderts entvölkerten das Innere der Dobrudscha, und das Leben in den Siedlungen kam während der ganzen Periode des Zweiten Bulgarischen Reiches zum Erliegen.
Erst während des 16. Jahrhunderts entstand am Kreuzungspunkt der Handelswege von der Donau zum Schwarzen Meer sowie von Osteuropa ins Innere der Balkanhalbinsel wieder eine Siedlung, die nach dem türkischen Händler Hacıoğlu Pazarcık (Хаджиоглу Пазарджик) benannt wurde. Diesen Namen behielt die Stadt bis 1882.
Um 1650 hatte sie etwa 1.000 Häuser, 100 Geschäfte, drei Schenken, drei Bäder, zwölf Moscheen und zwölf Schulen.
Vom 17. bis ins 19. Jahrhundert entwickelte sich die Stadt als Handwerks-, Handels- und Landwirtschaftszentrum. Sie war bekannt für ihre Stoffe, Lederwaren und landwirtschaftlichen Erzeugnisse – Getreide, Leinsamen, unbearbeitete Schaffelle, Wolle und Schafskäse. Seit 1851 boten Großhändler aus Warna, Russe, Schumen und entfernteren Städten auf der Dobritsch-Messe ihre Waren an.
Bis Anfang des 19. Jahrhunderts wuchs die Bevölkerung auf 12.000, vorwiegend Türken. Die ersten bulgarischen Siedler sind – nach den russisch-türkischen Kriegen (1810, 1828, 1845) – aus den östlichen Teilen Bulgariens zugezogen. Nach dem Krimkrieg siedelte sich eine große Gruppe von Bulgaren aus der Kotel-Region (Котленско) an. Es bildete sich allmählich das kulturelle Antlitz der Stadt heraus. 1843 wurde Sweti Georgi (Свети Георги), die erste bulgarische Kirche des Ortes gebaut. 1844 wurde eine bulgarische Schule gegründet.
Im Laufe der Russisch-türkischen Kriege 1806–12 und 1828–29 wurde Dobritsch am 22. Mai 1810 und am 25. Juni 1828 durch die russische Armee besetzt, blieb aber nach den Frieden von Bukarest und Adrianopel in türkischen Händen.
1869 wurde der Stadtpark angelegt, eine Poststation sowie eine Telegraphenverbindung nach Warna eingerichtet, und das städtische Krankenhaus (Baubeginn 1866) fertiggestellt.
Die türkische Herrschaft über das Gebiet der Dobrudscha wurde am 27. Januar 1878 beendet. Nach der Befreiung von der Fremdherrschaft des Osmanischen Reiches (1878) und der Wiederherstellung des bulgarischen Staates auf dem Berliner Kongress am 13. Juli 1878 wurde die Zweiteilung der Dobrudscha beschlossen: Der Norden ging an Rumänien, der Süden an Bulgarien. Nach Beendigung des Zweiten Balkankriegs fiel Dobritsch und die Süddobrudscha (nördlich der Linie: Donau westlich von Tutrakan bis zur Westküste des Schwarzen Meeres südlich von Ekrene (Kranewo) bei Baltschik) im Vertrag von Bukarest am 10. August 1913 an Rumänien. Diese großen Gebietsübereignungen umfassten 286.000 Einwohner und eine Fläche von 6.960 km².
Am 19. Februar 1882 wurde der Name der Stadt von Hacıoğlu Pazarcık (Хаджиоглу Пазарджик) in Dobritsch (Добрич) geändert – nach dem Namen eines Herrschers der Dobrudscha, dem Bojaren Dobrotiza (Добротица).
Die politischen Unruhen der ersten Jahrzehnte des 20. Jahrhunderts und die drei nacheinander von Bulgarien geführten Kriege spiegelten sich in der Entwicklung der Stadt wider.
Nach Beendigung des Zweiten Balkankriegs fiel Dobritsch mit der Süddobrudscha (nördlich der Linie: Donau westlich von Tutrakan bis zur Westküste des Schwarzen Meeres südlich von Ekrene (Kranewo) bei Baltschik) durch den Vertrag von Bukarest am 10. August 1913 an Rumänien. Diese Gebietsübereignung umfasste 6960 km² mit 286.000 Einwohnern. Darunter die Festung von Silistra sowie die Städte Tutrakan und Baltschik. Die erste Besetzung durch rumänische Truppen dauerte bis 1916.
Während des Ersten Weltkriegs besetzten bulgarische Truppen am 3. September 1916 die Süddobrudscha – und damit auch Dobritsch –, verloren sie jedoch am 27. November 1919 im Frieden von Neuilly (Ньойския мирен договор) wieder an Rumänien.
Die erste Besetzung durch rumänische Truppen dauerte bis 1916. Während des Ersten Weltkriegs besetzten am 3. September 1916 bulgarische Truppen die Süddobrudscha. Im Frieden von Neuilly am 27. November 1919 verlor Bulgarien das Gebiet aber wieder an Rumänien und die Süddobrudscha – und damit auch Dobritsch – wurde wieder rumänisches Territorium.
Während des Zweiten Weltkriegs wurde die Zugehörigkeit der Süddobrudscha neu geregelt. Nach langen diplomatischen Bemühungen wurde die rumänische Okkupation mit der Unterzeichnung des Vertrages von Craiova (Крайовската спогодба) am 7. September 1940 beendet und die Süddobrudscha kehrte nach Bulgarien zurück. Am 25. September 1940 marschierte die bulgarische Armee in Dobritsch ein. An diesem Datum wird alljährlich die Befreiung der Stadt gefeiert. Nach dem Zweiten Weltkrieg änderte die kommunistische Regierung Bulgariens den Namen der Stadt in Tolbuchin (zu Ehren des Marschalls der Sowjetunion F. I. Tolbuchin). Nach der Wende in Bulgarien erhielt die Stadt am 19. September 1990 auf Beschluss des Ministerrats und Anordnung des Präsidenten wieder ihren ursprünglichen bulgarischen Namen Dobritsch zurück.

### Geschichte der Juden in Dobritsch
Die Ansiedlung der jüdischen Bevölkerungsgruppe in Dobritsch war eine Folge der Ereignisse im russischen Zarenreich. Nach dem Attentat am 1.jul. / 13. März 1881greg. auf den russischen Zar Alexander II. setzte eine gewalttätige Verfolgung der Juden in Russland ein. Insbesondere von 1881 bis 1882, vereinzelt noch bis 1884, kam es zu gewalttätigen Übergriffen. In zahlreichen Städten des südlichen Russlands brachen Pogrome aus. Die judenfeindliche Politik unter Alexander III. wurde auch unter dessen Nachfolger Nikolaus II. fortgeführt. Die Pogrome und restriktiven Erlasse sowie der administrative Druck führten zu einer Massenauswanderung. Zwischen 1881 und 1914 verließen etwa 2 Millionen Juden Russland, viele unter ihnen emigrierten in die USA, ein kleiner Teil wandte sich an die benachbarten südosteuropäischen Staaten, entlang der Schwarzmeerküste von Rumänien und dem noch zum Ottomanischen Reich gehörenden Bulgarien. In diesen ländlichen Gebieten im Hinterland der Hafenstätte lebten bereits Minderheiten der Armenier und Griechen.
Ein Zentrum des jüdischen Neubeginns in der Dobrudscha bildete die weltoffene rumänische Schwarzmeer-Hafenstadt Constanța. Die in der Stadt lebenden jüdischen Kaufleute, Ärzte und Bankiers ermöglichten tatkräftig den Bau von Schulen und Synagogen in den benachbarten Städten und Dörfern.
Nachdem die Stadt durch den Vertrag von Craiova im September 1940 wieder zu Bulgarien kam,  marschierte die bulgarische Armee am 25. September  in Dobritsch ein. Als Verbündeter des Deutschen Reiches erstellte das bulgarische Innenministerium Listen von Juden, die in die Vernichtungslager zu überstellen waren. Am 10. März 1943 hätten 52 Juden aus Dobritsch deportiert werden sollen, es kam jedoch nicht zur Deportation. Ab 1947 emigrierten die übriggebliebenen Juden nach Israel.

## Gegenwart

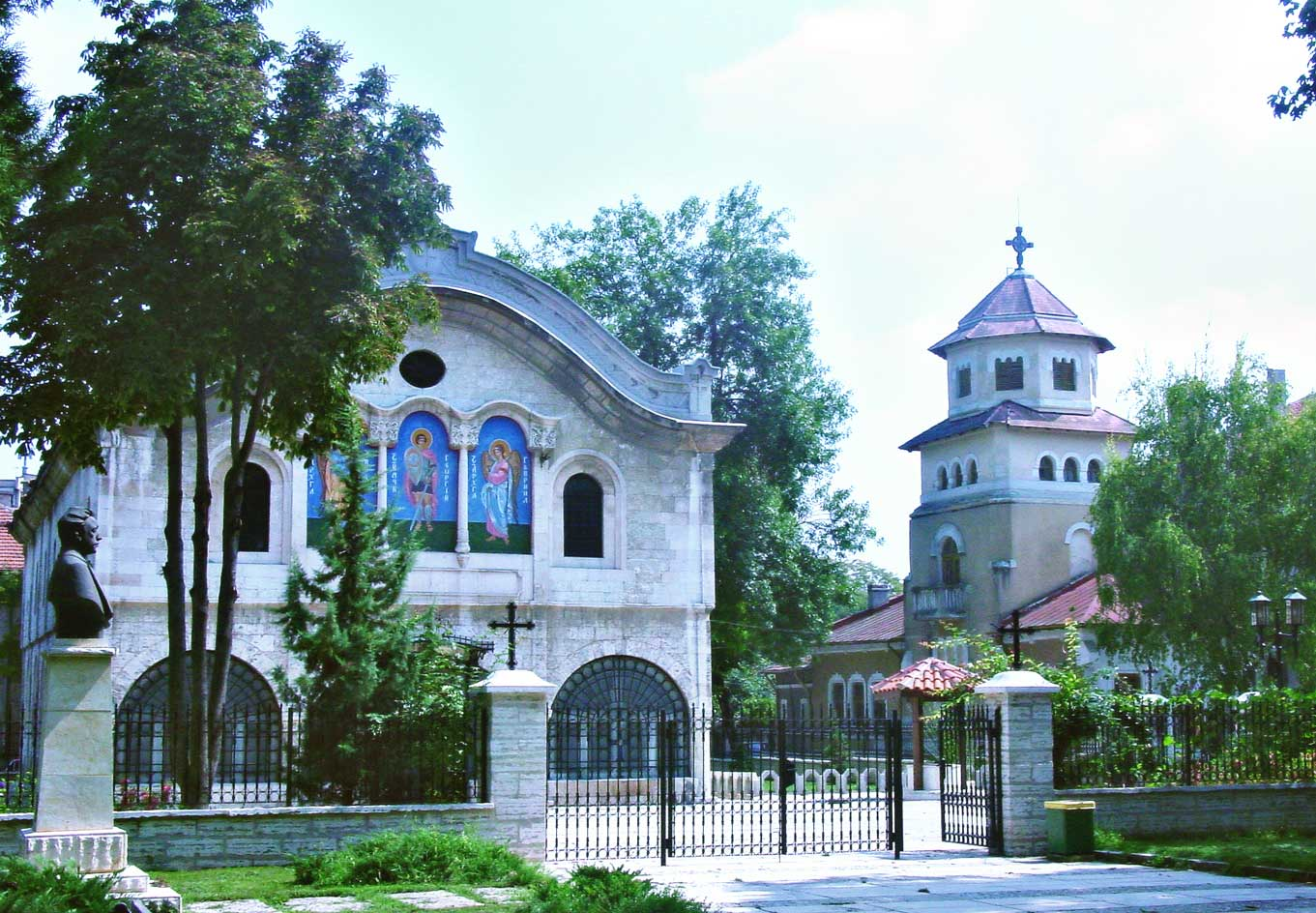
Die Kirche von St. Georg im Zentrum von Dobritsch

Die ganze Süddobrudscha ist sehr ländlich, und somit ist Dobritsch heute ein ländliches Provinzzentrum – mit Maschinenbau, Markt, Lebensmittel- und Textilindustrie. Im Zentrum der Stadt befindet sich ein ethnografisches Museum, in dem man sich die Entwicklung der Stadt ansehen kann.
Eine weitere Sehenswürdigkeit ist der 146 Meter hohe Fernsehturm Dobritsch.
Heute befindet sich im Zentrum ein ethnografischer Komplex mit altertümlichen Werkstätten, in denen die alten Handwerkstraditionen aus der Zeit der Wiedergeburt bewahrt werden.
In Dobritsch und Umgebung lebt eine starke türkische Minderheit, darunter viele christlich-orthodoxe Türken der Volksgruppe der Gagausen.
Die Stadt liegt an der Bahnstrecke Warna – Kardam, ist aber mit 8 Zügen pro Tag (davon einer nach Sofia) sehr schlecht erschlossen.
Die Stadt ist Namensgeber für den Dobrich Knoll, einen Berg auf der Livingston-Insel in der Antarktis.

## Namen
Dobritsch hieß zu osmanischen und rumänischen Zeiten Bazargic (ausgesprochen Basardschik).
Die Stadt wechselte oftmals den Namen, wie hier zu sehen ist:
- 16. Jahrhundert bis 1882: Hacıoğlu Pazarcık (Хаджиоглу Пазарджик) oder Bazargic
- 1882–1913 bulgarisches Territorium: Dobritsch
- 1913–1916 rumänisches Territorium: Bazargic
- 1916–1919 bulgarisches Territorium: Dobritsch
- 1919–1940 rumänisches Territorium: Bazargic
- 1940–1949 bulgarisches Territorium: Dobritsch
- 1949 bis Anfang 1990 (kommunistische Zeit): Tolbuchin, benannt nach dem sowjetischen Kommandeur Fjodor Iwanowitsch Tolbuchin (1894–1949). Marschall Tolbuchin leitete im September 1944 den Einmarsch der sowjetischen Streitkräfte in Bulgarien.
- Seit dem 19. September 1990 trägt die Stadt auf Beschluss des Ministerrats wieder ihren alten Namen Dobritsch.

## Sehenswürdigkeiten
- Ehemalige Synagoge, erbaut 1887

## Söhne und Töchter der Stadt
- Adriana Budewska (1878–1955), Schauspielerin
- Peter Zwetkoff (1925–2012), bulgarisch-deutscher Komponist
- Boris Nikolow (1929–2017), Boxer
- Petar Welikow (* 1951), Schachspieler
- Antonija Parwanowa (* 1962), Politikerin
- Krassimir Wassilew (* 1974), Radrennfahrer
- Wladimir Georgiew (* 1975), Schachspieler
- Miro (* 1976), Sänger und Komponist
- Preslawa (* 1984), Popfolk-Sängerin
- Miroslaw Gradinarow (* 1985), Volleyballspieler
- Stojka Krastewa (* 1985), Boxerin
- Swetlana Stanewa (* 1990), Boxerin
- Miliza Mirtschewa (* 1994), Langstreckenläuferin
- Walentin Andreew (* 2002), Hammerwerfer